# Comisión de Defensa del Senado de España
La Comisión de Defensa del Senado de España es una comisión permanente que fiscaliza las actividades del Ministerio de Defensa y de las Fuerzas Armadas así como delibera y estudia materias relativas al ámbito de lo militar. Su presidenta es César Alejandro Mogo Zaro, senador por Lugo.
Debido a la unicameralidad de las Cortes franquistas y, a diferencia de su homóloga en el Congreso de los Diptuados, la Comisión de Defensa del Senado se crea por primera vez en la legislatura constituyente de 1977. Se creó bajo la denominación de Comisión de Defensa Nacional, una denominación histórica en el Congreso pero que éste ya había abandonado; sin embargo, el Senado la mantuvo hasta 1982, cuando adquirió la actual denominación.

## Presidentes
| Presidente                       | Partido político | Circunscripción                   | Mandato   |
| -------------------------------- | ---------------- | --------------------------------- | --------- |
| Alberto Ballarín Marcial         | UCD              | Huesca                            | 1977-1982 |
| Josep Andreu Abelló              | PSOE             | Barcelona                         | 1982-1986 |
| Rafael Estrella Pedrola          | PSOE             | Granada                           | 1986-1989 |
| Ignacio Díez González            | PSOE             | La Rioja                          | 1989-1993 |
| Jaime Barreiro Gil               | PSOE             | La Coruña                         | 1993-1996 |
| Agustín Díaz de Mera             | PP               | Ávila                             | 1996-2000 |
| Alejandro Muñoz-Alonso           | PP               | Madrid                            | 2000-2004 |
| Jaime Blanco García              | PSOE             | Cantabria                         | 2004-2011 |
| Santiago López Valdivielso       | PP               | Valladolid                        | 2012-2015 |
| Gabino Puche                     | PP               | Jaén                              | 2016-2019 |
| Pilar Llop                       | PSOE             | Designada por: Asamblea de Madrid | 2019      |
| César Alejandro Mogo Zaro        | PSOE             | Lugo                              | 2020-2022 |
| María Mercedes Berenguer Llorens | PSOE             | Valencia                          | 2022-2023 |

## Composición actual
Actualmente está compuesta por 28 senadores:
| Mesa de la Comisión | Mesa de la Comisión | Mesa de la Comisión          | Mesa de la Comisión              | Mesa de la Comisión            | Mesa de la Comisión            | Mesa de la Comisión                      | Mesa de la Comisión          |
| Presidente | Presidente | Vicepresidente primero       | Vicepresidente primero           | Vicepresidente segundo         | Vicepresidente segundo         | Secretario primero                       | Secretario segundo           |
| --- | --- | ---------------------------- | -------------------------------- | ------------------------------ | ------------------------------ | ---------------------------------------- | ---------------------------- |
| Miguel Carmelo Dalmau Blanco (PSOE) | Miguel Carmelo Dalmau Blanco (PSOE) | Jesús Caro Adanero (PSOE)    | Jesús Caro Adanero (PSOE)        | Gerardo Martínez Martínez (PP) | Gerardo Martínez Martínez (PP) | Obdulia Taboadela Álvarez (PSOE)         | Antonio Serrano Aguilar (PP) |
| Miembros de la Comisión | |                              |                                  |                                |                                |                                          |                              |
| Grupo Socialista | Grupo Popular | Grupo ERC-EH Bildu           | Grupo Ciudadanos                 | Grupo Vasco                    | Grupo Nacionalista             | Grupo Izquierda Confederal               | Grupo Mixto                  |
| - Víctor Javier Ruíz de Diego - Jesús Caro Adanero - Miguel Carmelo Dalmau Blanco - Francisco Díaz Muñoz - Manuel Escarda Escarda - José Latorre Ruíz - María Teresa Macías Mateos - Sergio Carlos Matos Castro - Lourdes Retuerto Rodríguez - Riansares Serrano Morales - Obdulia Taboadela Álvarez - Elia Tortolero Orejuela | - Domingo José Segado Martínez - José Antonio Monago - Fernando Priego Chacón - María Teresa Ruíz-Sillero Bernal - Clara Isabel San Damián Hernández | - Xavier Castellana Gamisans | - Francisco Javier Alegre Buxeda | - Juan Carlos Medina Martínez  | - Sara Vilà Galán              | - Luis Jesús Uribe-Etxebarria Apalategui | - Francisco José Alcaraz     |
| Fuente: | |                              |                                  |                                |                                |                                          |                              |

## Ponencias
La Comisión de Defensa del Senado no ha tenido, a día de hoy, ninguna ponencia de estudio.